# 蒙古自由民主党
蒙古自由民主党（Mongolyn liberal ardchilsan nam）是蒙古国的一个政党。

## 简介
蒙古自由民主党成立于1998年3月5日。Т.特木尔孟和曾任该党主席。该党支持蒙古国继续深化改革。
该党是蒙古国注册政党之一，但在蒙古国并非重要大党，也一直未能加入政府。在2012年国家大呼拉尔选举中，共有11个政党和2个政党联盟参选。最终有3个政党和1个政党联盟获得国家大呼拉尔席位。该党则未参选。